# نقطة التحول (فلم 2012)
نقطة التحول (بالإنجليزية: Turning Point) هُو فيلم دراما نيجيري أمريكي صدر سنة 2012 وكتبه وأخرجه نيي توولاوي. الفيلم من بطولة كل من جاكي أبياه وك.د. أوبيرت وتود بريدجز وإيرني هدسون وبايشنس أوزوكور وإيغوني أرشيبونغ. تلقى الفيلم ترشيحين في حفل توزيع جوائز الأكاديمية الأفريقية للأفلام، هُما الترشيح لنيل جائزة الأكاديمية الأفريقية للأفلام لأفضل ممثلة في دور مساعد وجائزة أفضل فيلم لمُخرج أفريقي يعيش في الخارج.

## طاقم التمثيل
- إيغوني أرشيبونغ في دور آدي.
- جاكي أبيا في دور غرايس.
- كي دي أوبيرت في دور ستايسي.
- تود بريدجز في دور مارفن.
- جو استيفيز في دور الزعيم.
- إرني هدسون في دور السيد جونسون.
- إينيينا نويغوي في دور ستيف.
- أوجي أوكوي في دور إيبوني.
- بايشنس أوزوكور في دور أم آدي.
- سيندا ويليامز في دور السيدة جونسون
- تيم دوكيت في دور الزبون رقم 1.
- جيرالد يلفرتون في دور جايسون.

## روابط خارجية
مقالات تستعمل روابط فنية بلا صلة مع ويكي بيانات